# HIP 42172
HIP 42172 — звезда в созвездии Рака. Находится на расстоянии 81,95 световых лет (25,1 парсек) от Земли.

## Характеристики
HIP 42172 — звезда 5,91 видимой звёздной величины и видна невооружённым глазом. HIP 42172 представляет собой звезду спектрального класса F8V с радиусом в 1,35 солнечных радиусов. Светимость звезды составляет 2,39 солнечных. Температура звезды составляет приблизительно 6200 кельвинов.